# برج (بجنورد)
برج (بجنورد)، روستایی زیبا از توابع بخش مرکزی شهرستان بجنورد در استان خراسان شمالی ایران است.

## جمعیت
این روستا در دهستان آلاداغ قرار دارد و براساس سرشماری مرکز آمار ایران در سال ۱۳۸۵، جمعیت آن ۷۰۸ نفر (۱۷۴خانوار) بوده‌است.
جامعه‌شناسی
در ابتدای این روستا میدان کوچکی وجود دارد که در بدو ورود با مشاهده جمعیت حاضر در آن متوجه جمعیت جوان و البته صمیمیت مردم روستا با یکدیگر می‌شوید
طبیعت
طبیعت برج در ابتدای روستا نامشخص است اما پس از عبور از داخل برج و رسیدن به محل ورودی باغهای برج منظره ای بسیار زیبا از باغات سرسبز برج دیده می‌شود که همگان را متحیر می‌کند.
اشتغال
شغل اصلی مردم برج در گذشته دامداری، باغداری و زراعت بوده اما با توجه به افزایش جمعیت و مسائل مربوط به خشکسالی جمعیت جوان برج شغلهایی اکثراً ساختمانی از قبیل جوشکاری، بنایی، گچکاری، برقکاری و… را انتخاب کرده‌اند
نژاد
مردم روستای برج اکثراً کرد کرمانج هستند. طایفه اصلی این روستا از کرمانج‌های اولانلو می‌باشند.
جمعیت برج در سالهای گذشته با توجه به افزایش امکانات و نزدیکی به بجنورد و آب و هوای خوب رو به رشد بوده و بالعکس روستاهای دیگر مهاجرت معکوس داشته‌است.
در حال حاضر دهیار روستای برج آقای مهندس مهدی رحمی می باشد